# Dragonlance: Драконы осенних сумерек
«Dragonlance: Драконы осенних сумерек» (англ. Dragonlance: Dragons of Autumn Twilight) — полнометражный мультипликационный фильм в жанре фэнтези, режиссёра Уилла Меньота и компании Paramount Pictures. Экранизация романа «Драконы Осенних Сумерек», первого тома фантастического цикла Dragonlance писателей Маргарет Уэйс и Трейси Хикмена. Фильм не поступал в прокат в кинотеатры и был выпущен сразу на DVD.

## Сюжет
После пяти лет скитаний следопыт Танис Полуэльф возвращается в город Утеха, чтобы встретиться со старыми друзьями — близнецами Рейстлином и Карамоном, кендером Тассельхофом, рыцарем Стурмом и другими. Герой обнаруживает, что в городе власть захвачена религиозными фанатиками и их слугами — а фактически соправителями — гоблинами. Вступившись перед ними за девушку, исцелявшую людей жезлом богини Мишакаль, герои вынуждены с боем прорываться из города.
Девушка, которую зовут Золотая Луна — дочь вождя варваров и последняя жрица культа богини Мишакаль. Долг велит ей отыскать диски Мишакаль, хранящие силу исцеления. Герои вызываются проводить Золотую Луну и её друга в заброшенный город Зак-Царот. Им пытаются помешать дракониды, слуги злой богини Тахизис, тёмной драконицы, которая сошла с небес чтобы завоевать мир Кринна. Её созвездие, а также созвездие её главного противника — светлого бога Паладайна — исчезли с небосвода, указывая, что боги ступили на землю Кринна, как объяснил маг Рейстлин.
С помощью девушки-овражного гнома Бупу герои проникают в логово дракона, сторожащего диски. Едва не отдав свою жизнь, Золотая Луна исполняет долг и становится Избранной Мишакаль, приобретя способность исцелять без помощи посоха. Рейстлин получает также от Бупу древнюю книгу заклинаний.
Войска Тахизис и занявшие их сторону гоблины наносят удар и разоряют Утеху. Вернувшиеся из похода и пришедшие было на помощь сородичам, герои оказываются в плену драконидов, где знакомятся с маразматичным волшебником Фисбеном. Пленников освобождают эльфы Квалинести, которые, однако, не хотят вмешиваться в войну и рисковать. Таниса встречают неласково — он был изгнан из Квалинести за роман с дочерью лорда эльфов Солостарана, Лораной. Солостаран предлагает Танису и его отряду самим отправиться освобождать пленников, угнанных лордом Верминаардом — предводителем войск Тахизис — в горы, в рабство. За отрядом увязывается и Лорана, которая всё ещё любит полуэльфа.
Герои проходят сквозь подземелья Сла-Мори и обнаруживают место заточения пленников. Но те не могут бежать, пока их дети находятся в плену в другом месте, под присмотром престарелой бабушки-драконицы. Выведя детей из-под её охраны под видом прогулки, герои обнаруживают, что старая драконица больше воспитатель, чем страж, и сама души не чает в детях.
Попытка пробежать за спиной у целой армии драконидов оканчивается провалом, Верминаард на драконе Пиросе начинает сжигать беглецов. Друзьям помогает старая драконица, которая вступает в бой, чтобы защитить детей от Пироса. Чудак Фисбен оказывается богом Паладайном и переносится в измерение Тахизис, чтобы снова усмирить её. Стурм, Карамон и Танис побеждают Верминаарда, рабы свободны. Однако Рейстлин уверен: выиграна битва, но не война.

## Отличия от книги
В книге сообщение от Китиары друзьям в таверну занёс драконид, скрытый плащом, а в фильме сообщение было оставлено заранее. В книге Такхизис при появлении Паладайна сразу же бежала, а в фильме между ними произошла непродолжительная схватка. Когда в книге Такхизис оставила Верминаарда, он погиб, пытаясь снять шлем, ограничивающий зрение, а в фильме Верминаард сражался без шлема.

## Критика и отзывы
Создатель вселенной Трейси Хикмен в интервью заметил, что сотрудничество между ним с Маргарет Уэйс и студией было беспрецедентно тесным, и они принимали самое активное участие в коррекции сценария. Благодаря этому удалось добиться точной экранизации книги без значительных отступлений от оригинала.
Вместе с тем, фильм подвергся критике за низкое качество анимации, в особенности за совмещение традиционной рисованной и компьютерной анимации, и за качество моделей драконов и драконидов в последнем. Это отчасти объясняется малым бюджетом картины. Компания Paramount Pictures не рассчитывала на большие сборы в прокате и не предназначала фильм для демонстрации в кинотеатрах, выпустив его сразу на DVD.

## Съёмочная группа
- Режиссёр — Уилл Меньот
- Сценарий — Джордж Стрейтон (при участии Маргарет Уэйс и Трейси Хикмена)
- Композитор — Карл Прюйссер
- Продюсеры — Артур Коэн, Джон Фрэнк Розенблюм

## Роли озвучили
- Танис Полуэльф — Майкл Розенбаум
- Золотая Луна — Люси Лоулесс
- Рейстлин Маджере — Кифер Сазерленд
- Карамон Маджере — Рино Романо
- Тассельхоф — Джейсон Марсден
- Стурм Светлый Меч — Марк Уорден
- Паладайн/Фисбен — Нил Росс
- Флинт, Командир Тоэд, Хедерик — Фред Таташор
- Тика Вэйлан — Мишель Трахтенберг
- Речной Ветер, Гилтанас, Говорящий-с-Солнцами — Фил Ламарр
- Бупу, Бринна — Джентль Феникс
- Верминаард — Дэвид Соболов
- Лорана — Кэролин Гелаберт
- Тахизис — Ника Фаттерман
- Хозяйка Леса — Мэри Вэйсс
- Элистан — Бен МакКейн
- Портиос, Пирос, Эрик — Ди Брэдли Бейкер